# 121 Tauri
121 Tauri är en misstänkt variabel i Oxens stjärnbild.
121 Tau varierar mellan visuell magnitud +5,43 och 5,72 utan någon periodicitet.